# Миколаївка (село, Аннинський район)
Миколаївка (рос. Николаевка) — село в Аннинському районі Воронезької області Російської Федерації.
Населення становить 1188 осіб (2010). Входить до складу муніципального утворення Миколаївське сільське поселення.

## Історія
Населений пункт розташований у історичному регіоні Чорнозем'я. Від 1928 року належить до Аннинського району, спочтаку в складі Центрально-Чорноземної області, а від 1934 року — Воронезької області.
Згідно із законом від 15 жовтня 2004 року входить до складу муніципального утворення Миколаївське сільське поселення.

## Населення
| 2000 | 2005  | 2010  |
| ---- | ----- | ----- |
| 1485 | ↘1340 | ↘1188 |